# Pettusaari (ö i Södra Österbotten)
Pettusaari är en ö i Finland. Den ligger i sjön Iso Allasjärvi och i kommunen Alavo i den ekonomiska regionen  Kuusiokunnat  och landskapet Södra Österbotten, i den sydvästra delen av landet, 280 km norr om huvudstaden Helsingfors. Öns area är 0,6 hektar och dess största längd är 130 meter i nord-sydlig riktning.